# Roberto Kinsky
Robert Kinsky (Budapest, 17 de agosto de 1910 - Buenos Aires, 15 de septiembre de 1977) fue un director de orquesta húngaro-argentino.

## Trayectoria
Estudió con el compositor húngaro Zoltan Kodaly y trabajó en la Ópera de Dresde. En el período entre guerras, antes de que estallara la Segunda Guerra Mundial (1939-1945) decidió emigrar a Argentina, vislumbrando las persecuciones que se avecinaban en su país.
En el Teatro Colón (de Buenos Aires) fue asistente de Fritz Busch. Desde 1936 dirigió óperas en el primer coliseo argentino, la primera fue Alcestes (de Gluck), en la que reemplazó a Héctor Panizza. En 1943, Kinsky reemplazó a Busch en representaciones de El ocaso de los dioses y Tristán e Isolda, con Lauritz Melchior y Helen Traubel.
En 1949, el presidente Juan Domingo Perón creó la Orquesta Sinfónica del Estado (hoy Orquesta Sinfónica Nacional) y nombró director a Robert Kinsky. El primer concierto de la historia de la orquesta lo dirigió en el Teatro Colón el 30 de noviembre de 1949. En aquella jornada inicial se ejecutaron las siguientes obras:
La consagración de la casa (obertura de Ludwig van Beethoven).
Sinfonía n.º 2 (de Johannes Brahms), Scherzo fantástico (de Ígor Stravinsky),
El tarco en flor (de Luis Gianneo) y
Gaucho con botas nuevas (de Gilardo Gilardi). En 1955 junto a otros artistas, firmó una solicitada en favor de la democracia y en contra del gobierno de Pedro Eugenio Aramburu. De inmediato todos sus contratos en el Colón así como también el nombramiento de Director de la orquesta fueron cancelados. Durante la dictadura de la Revolución Libertadora fue marginado junto a los músicos que temían integrar las orquestas que él dirigía o ejecutar obras suyas.
Hasta 1968 Kinsky condujo ―entre otras― las óperas
Armida, Aurora,
La novia vendida,
Hansel y Gretel,
El rapto de Lucrecia,
Ariadna en Naxos,
Boris Godunov,
Las bodas de Fígaro y
Salomé (con Birgit Nilsson).
Fue director de estudios del teatro Colón y se dedicó a la docencia.